# ブラックフェイス

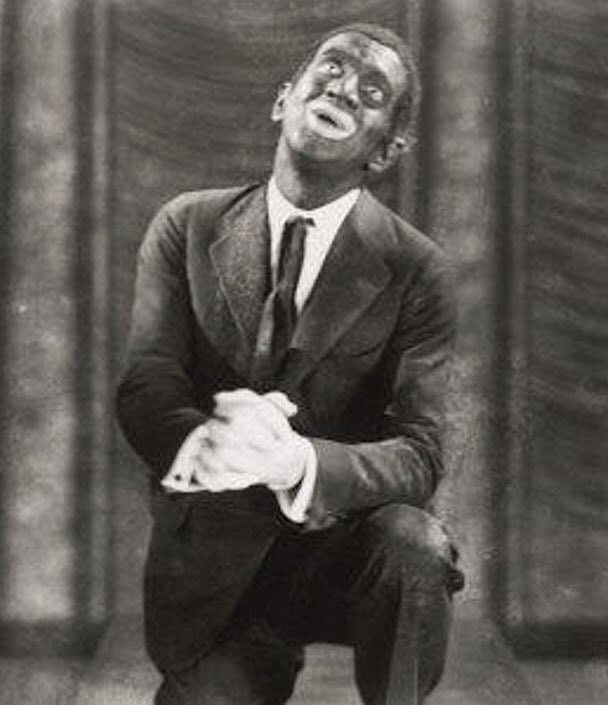
『ジャズ・シンガー』(1927年)のアル・ジョルソン

ブラックフェイス (英語: blackface) は、黒人以外の演者が黒人を演じるために施す舞台化粧、それに起因する演者および演目。19世紀に流行し、「プランテーションのハッピー・ゴー・ラッキー・ダーキー」(のんきな黒人。ダーキーは蔑称)、「ダンディ・クーン」(クーンは黒人を表す蔑称)など人種的ステレオタイプを広める結果となった。1848年までに、ブラックフェイスのミンストレル・ショーが全米で流行し、オペラなどのフォーマルな作品を作り替えて一般に流行させた。20世紀初頭、ブラックフェイスはミンストレル・ショーの枠から外れて独自のスタイルとなったが、1960年代、アフリカ系アメリカ人公民権運動により終焉した。

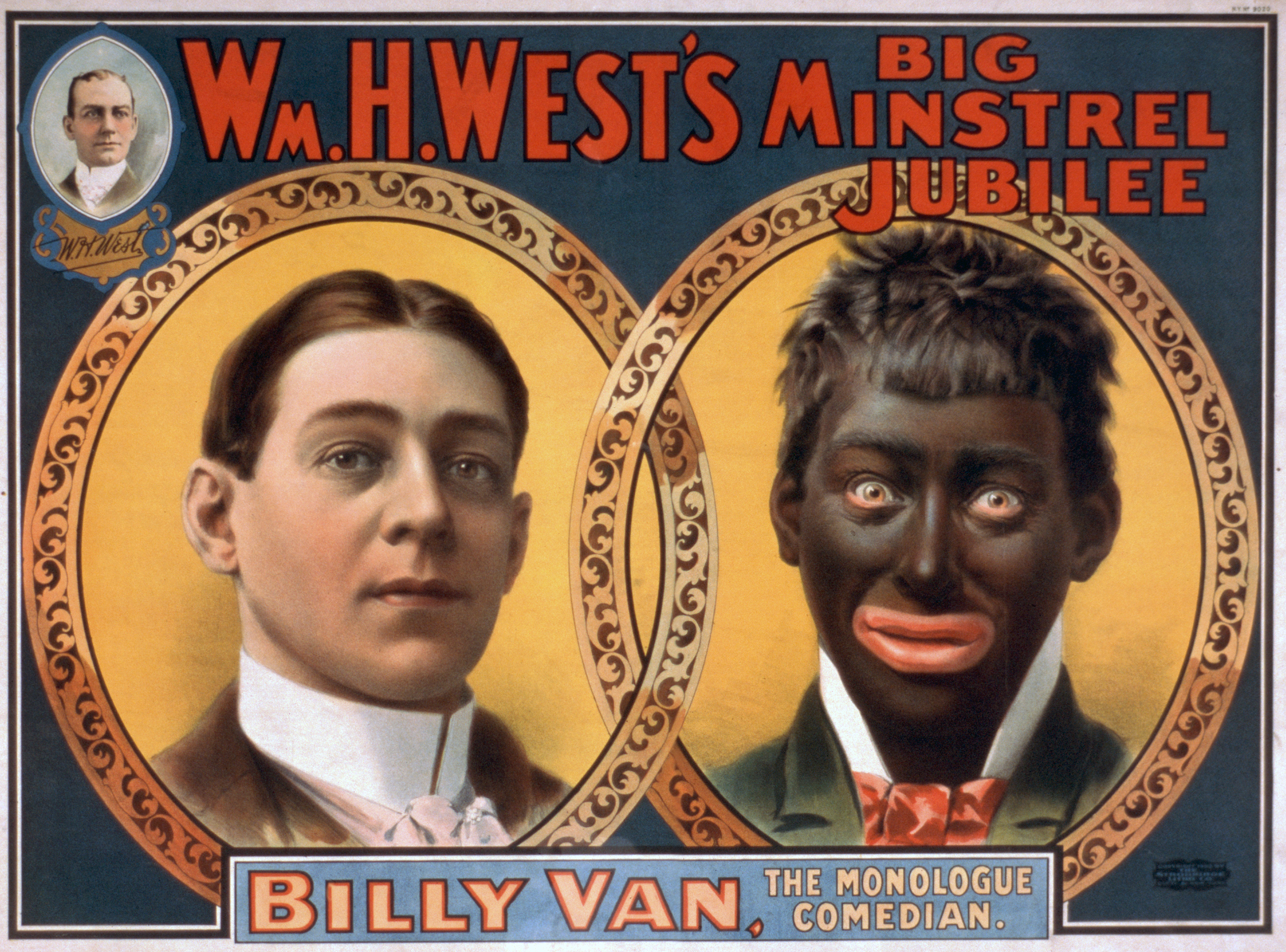
1900年、ウィリアム・H・ウエストによるミンストレル・ショーのポスター。白人から黒人への変身を売り物にしていた。ストロブリッジ・リトグラフ社の出版。

1830年頃から約100年、アメリカの劇場においてブラックフェイスは重要な伝統的演目であった。すぐに流行は広まり、イギリスでは1978年まで続いた『The Black and White Minstrel Show』、1976年と1981年の『Are You Being Served?』のクリスマス・スペシャルが放送されるなど、アメリカより長続きした。アメリカでもイギリスでもブラックフェイスはミンストレル・ショーにおいてもっともよく用いられていた。白人俳優は初期には焼きコルク、後期にはドーランや靴墨で顔を黒く塗り、唇を誇張し、また縮れたカツラ、手袋、燕尾服あるいはぼろ服を着用することもあった。のちに黒人俳優もブラックフェイスで演じることもあった。
ブラックフェイス・ミンストレルのストックキャラクターを具象化したステレオタイプは人種的イメージ、行動、感覚を世界中に植え付けただけでなく、黒人文化の人気に拍車をかけた。現在、ブラックフェイスのカリカチュアは議論を引き起こす。一方で、ブラックフェイスは単に自分と違う性別、身分、人種を表す異性装と同義だという意見もある。
20世紀半ばまでに人種および人種差別に対する考え方が変わっていき、ブラックフェイスによる演目はなくなっていった。現在では演目上必要な時に限り、また社会的主張や風刺にのみ使用される。ブラックフェイスの恒久的影響は良くも悪くもアフリカ系アメリカ人文化を世界に広めるきっかけとなったこととされる。ブラックフェイスはアフリカ系アメリカ文化の盗用、搾取、同化の先駆けともなり、無数に派生して世界のポピュラー・カルチャーの一部となっている。

## 歴史

### 黒さの表現および差別への成り立ち

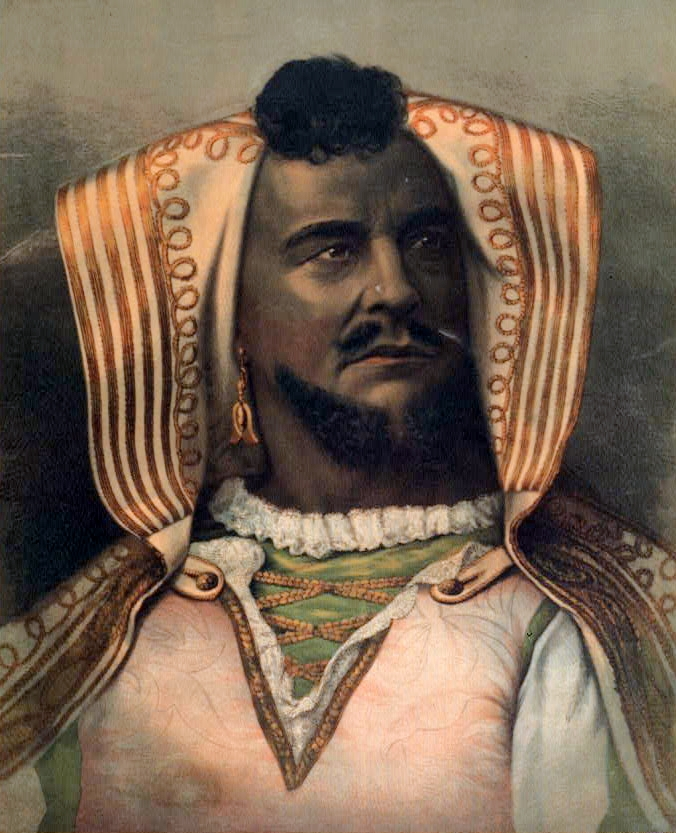
1878年、『オセロ』のアメリカ人俳優ジョン・マカロウ

ブラックフェイスの起源ははっきりしていない。文化コメンテイターのジョン・ストラスボウは遅くとも西アフリカ人がポルトガルに連れていかれた1441年頃から伝統的に「白人の観客の楽しみおよび啓蒙のため黒さを表現していた」と語った。白人たちはエリザベス朝やジャコビアン時代のイギリス・ルネサンス演劇で『オセロ』(1604年)などで黒人登場人物を演じていた。しかし『オセロ』などこの時代の演劇では黒人の音楽や行動などの模倣や誇張はなかったとされる。1769年5月29日、ニューヨークのジョン・ストリート劇場で、アメリカン・カンパニーでブラックフェイスの白人俳優として有名であったルイス・ハラム・ジュニアがイギリスのオペラ『The Padlock』の酔っ払いの黒人マンゴー役を演じてブラックフェイスの原型となった。この演技は好評で、他の役者たちもこのスタイルを取り入れるようになった。遅くとも1810年代にはアメリカでブラックフェイス道化師が人気となった。1822年から1823年、イギリス人俳優チャールズ・マシュウズは全米ツアー公演を行ない、次の公演『A Trip to America』に黒人キャラクターを加え、奴隷の歌『Possum up a Gum Tree』を歌った。1823年、エドウィン・フォレストはプランテーションの黒人を演じ、1828年にはジョージ・ワシントン・ディクソンがブラックフェイスでのキャリアを確立していた。しかし1828年、他の白人コメディ俳優トーマス・D・ライスがブラックフェイスで『Jump Jim Crow』を踊りながら歌い人気が爆発し、1832年までにスターダムにのし上がった。

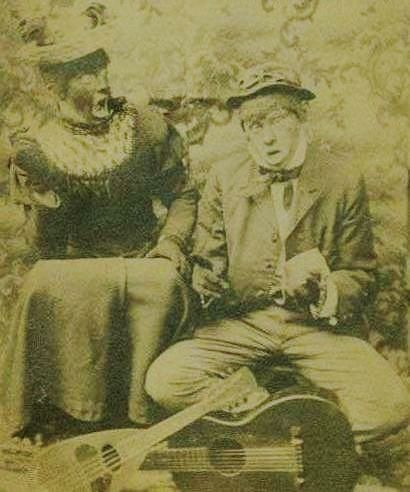
1908年頃の白人によるミンストレル劇団の絵葉書。カツラを装着し、左はブラックフェイスで異性装をしている

ライスは「ダディ・ジム・クロウ」という芸名で全米をツアー公演した。レコンストラクション後、人種差別の撤廃を示す「ジム・クロウ法」に名付けられた。
1830年代から1840年代初頭、ブラックフェイスはスケッチ・コメディーとコミックソング、そして激しいダンスをミックスして演じていた。当初ライスとその同僚たちは安劇場でのみ演じていたが、ブラックフェイスの人気が上がると上流階級が出入りするような劇場での出演が増えていった。ブラックフェイスのキャラクターのステレオタイプは、おどけていて、怠け者で、迷信深く、臆病で、好色であり、泥棒で、病的に嘘つきで、英語が下手である。初期のブラックフェイスのミンストレルは全て男性だったため、異性装で黒人女性を演じてグロテスクに男らしく魅力がなく、典型的南部のマミー(黒人の肝っ玉母さん)タイプか、性的にとても挑発的な演技を していた。1830年代のアメリカの舞台でブラックフェイスの人気が上がり、賢いヤンキーと伝説的開拓者のステレオタイプがコミカルに演じられた。19世紀後期から20世紀初頭、アメリカとイギリスの舞台は繁盛し続け、強欲なユダヤ人、酔っ払いで喧嘩早いおべっか使いのアイルランド人;、油まみれのイタリア人、面白みのないドイツ人、騙されやすい田舎者など主に民族的ステレオタイプがコミカルに演じられていた。
1830年代および1840年代初頭、ブラックフェイスの俳優たちはソロ、デュオ、時々トリオで演じていた。のちにブラックフェイス・ミンストレルとして性格付けられる巡業公演はミンストレル・ショーとしてのみ演じられた。1843年、ニューヨークでダン・エメットおよびヴァージニア・ミンストレルズは斬新さや上流のステータスを排除し、本格的なブラックフェイス演劇を上演した。同時期、ニューヨーク州バッファローでE・P・クリスティが行なった公演の方が早いとする説もある。エメットらは半円形のオーケストラ・ピットに演奏家たちを座らせ、ダンバリン奏者を片側に、ボーンズ奏者を逆側に配置し、前座として演じていたがすぐに3幕ものの1幕目となった。1852年までにブラックフェイスのスケッチ・コメディは1幕ものの笑劇に拡大し、たまに3幕もののトリとなる3幕目に登場した。
この頃、アメリカ合衆国北部の作曲家スティーブン・フォスターはブラックフェイスのミンストレル・ショーで活躍した。歌詞は方言で書かれ、現在のスタンダードと なっているポリティカル・コレクトネスから大幅に外れていたが、彼の後期の曲は嘲笑や露骨で差別的なカリカチュアはなくなり他のジャンルの曲の手本となった。フォスターの曲は奴隷や南部をテーマにすることが多く、その甘いセンチメンタルな曲調は現代人の心にも響かせる.。
白人によるミンストレル・ショーは白人役者が黒人になりすますことを特徴としており、ブラックミュージックを演奏し黒人英語の真似で話した。1890年代までミンストレル・ショーはアメリカのショー・ビジネスの主流であり、イギリスやヨーロッパの他の地域でも大人気であった。ミンストレル・ショーの勢いが下降すると、ブラックフェイスは原点回帰しヴォードヴィルの一部となっていった。遅くとも1930年代には映画に登場するようになり、1950年代にはラジオ番組『Amos 'n' Andy』に登場して「耳のブラックフェイス」と呼ばれるようになった。また遅くとも1950年代にはアマチュアのブラックフェイス・ミンストレル・ショーの人気が続いていた。1950年代、イギリスにおいて人気だったブラックフェイスはカンブリア出身のリカルド・ウォーリーで猿のビルボを連れてイングランド北部を巡業していた。
その結果、黒人に対する偏見を作り上げるのに重要な役割となった。社会派コメンテイターの中にはブラックフェイスは白人の未知の恐れの捌け口、人種や支配についての感情や恐れを表現する方法となったという意見もある。『Love and Theft: Blackface Minstrelsy and the American Working Class』の中でエリック・ロットは「黒い仮面は侮辱や脅迫そして人間に対する恐れを表現できる。それと同時にそれらをコントロールすることもできる」と記した。
しかし少なくとも最初はブラックフェイスは社会的に封じ込められていた反対勢力の声を届けることができた。早くも1832年には、黒塗りのトーマス・D・ライスが「白人紳士たちよ、私の道に踏み込むな。もし私を侮辱するならやっつける」と歌っていた。またライスはウィリアム・シェイクスピアのパロディで「私は黒人だが、白人は兄弟と呼ぶ」と歌い、下層白人と下層黒人の観客が同等とみなされる機会でもあった。

### 映画

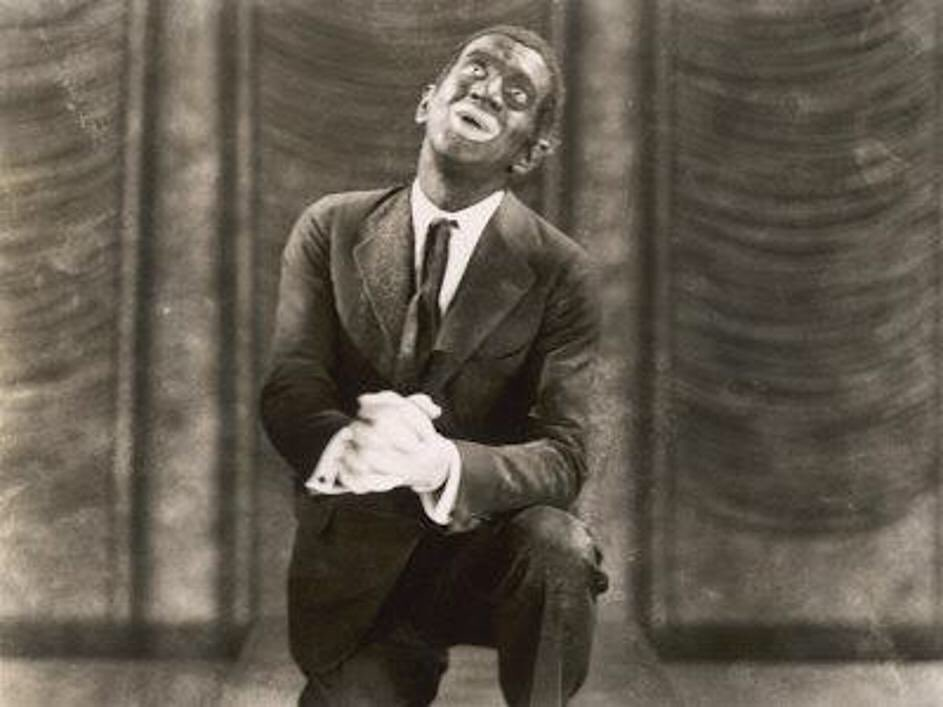
ミュージカル映画『ジャズ・シンガー』でブラックフェイスをする歌手で俳優のアル・ジョルソン

1930年代、数多い名の知れた舞台や映画のエンタテイナーたちもブラックフェイスをしていた。映画でブラックフェイスをしていた白人はアル・ジョルソン、エディ・カンター、ビング・クロスビー、フレッド・アステア、アイリーン・ダン、ミッキー・ルーニー、シャーリー・テンプル、ジュディ・ガーランド、チェスター・モリス、「ボストン・ブラッキー・ランデブー」のジョージ・E・ストーンなどであった。1940年代にはワーナー・ブラザース製作の『This is the Army』(1943年)のミンストレル・ショーのシーン、『サラトガ本線』(1945年)でハイチのメイド役のフローラ・ロブソンがブラックフェイスを使用した。
映画黎明期、黒人登場人物は白人によりブラックフェイスで演じられていた。1903年、『アンクル・トムの小屋』映画第1作目では主要な黒人役全てが白人のブラックフェイスであった。1914年、『アンクル・トム』はアフリカ系アメリカ人俳優サム・ルーカスが主演したが、白人のブラックフェイスがトプシー役を演じた。D・W・グリフィス監督の映画『國民の創生』(1915年)では主要な黒人登場人物の全てを白人がブラックフェイスで演じていた。しかし映画の人種差別への反発により、ドラマティックな映画でのこの手法は終わった。その後、ブラックフェイスの白人は映画の中のヴォードヴィルやミンストレルのシーンのコメディや腹話術にのみ登場するようになった。しかし以降何十年も同様にネイティヴ・アメリカン、アジア人、アラブ人などが白人により演じられ続けた。
1930年代終盤以降、人種に関する感覚が変わっていき、ブラックフェイスの人種差別や偏見との関係性が増大し、アメリカではブラックフェイスはライヴ・コメディでさえもほとんどなくなった。ただし突然なくなった訳ではなく、ラジオ番組『Amos 'n' Andy 』(1928年–1960年)の「耳のブラックフェイス」は継続し、白人により黒人のステレオタイプで黒人登場人物が演じられ続けた。1950年代頃、アニメでは修正されずブラックフェイスが生き続けた。ストラスボウは1940年代のメトロ・ゴールドウィン・メイヤーのアニメの約3分の1は「ブラックフェイス、クーン、マミーが含まれている」と語った。バッグス・バニーでは遅くとも1953年の『サムと共に去りぬ』までブラックフェイスが登場していた。

### バレエ
1910年、ミハイル・フォーキン振付のバレエの『シェヘラザード』がロシアで初演された。ニコライ・リムスキー＝コルサコフの音詩を基にしたバレエ作品である。主要登場人物の女性ズバイダは金の奴隷から誘惑される。ヴァーツラフ・ニジンスキーが初演した金の奴隷を演じるダンサーは顔と体を茶色に塗る。これにより奴隷というものは肌の色が濃いとの認識を植え付けた。1912年終盤、フォーキンは『ペトルーシュカ』を振り付けた。生を受けたペトルーシュカ、バレリーナ、ムーアの3体の人形を中心としている。初演時、アレクサンダー・オルロフにより初演されたムーア役は完全なブラックフェイスであった。ムーアはココナツを持って登場し、刀でさばこうとする。動きは猿のようである。ムーアはバレリーナを誘惑し、ペトルーシュカの首を残忍に切る。『ペトルーシュカ』上演時、ムーア役は現在でも完全なブラックフェイスまたはブルーフェイスで演じられる。バレエ界ではブラックフェイスは批判の対象とはなっていない。現在でもアメリカやヨーロッパのバレエ界では『ラ・バヤデール』、『オセロ』などでブラックフェイスやブラウンフェイスがなされることがある。

### ブラック・ミンストレル・ショー

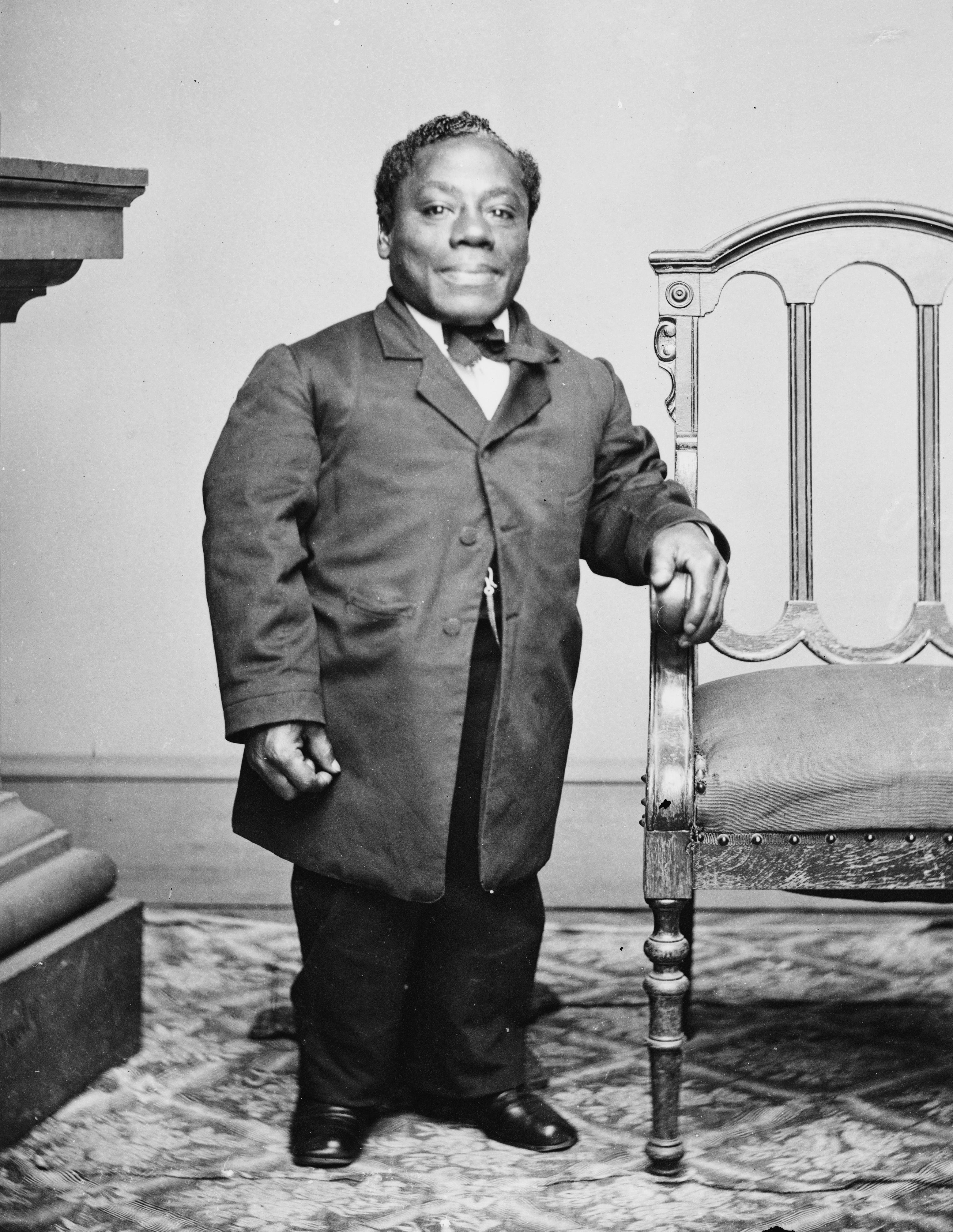
1860年代に「ジャパニーズ・トミー」の芸名で活躍した黒人ミンストレルの草分けトーマス・ディルワード。芸名の由来は、1860年にトミーの愛称で話題となった万延元年遣米使節の立石斧次郎

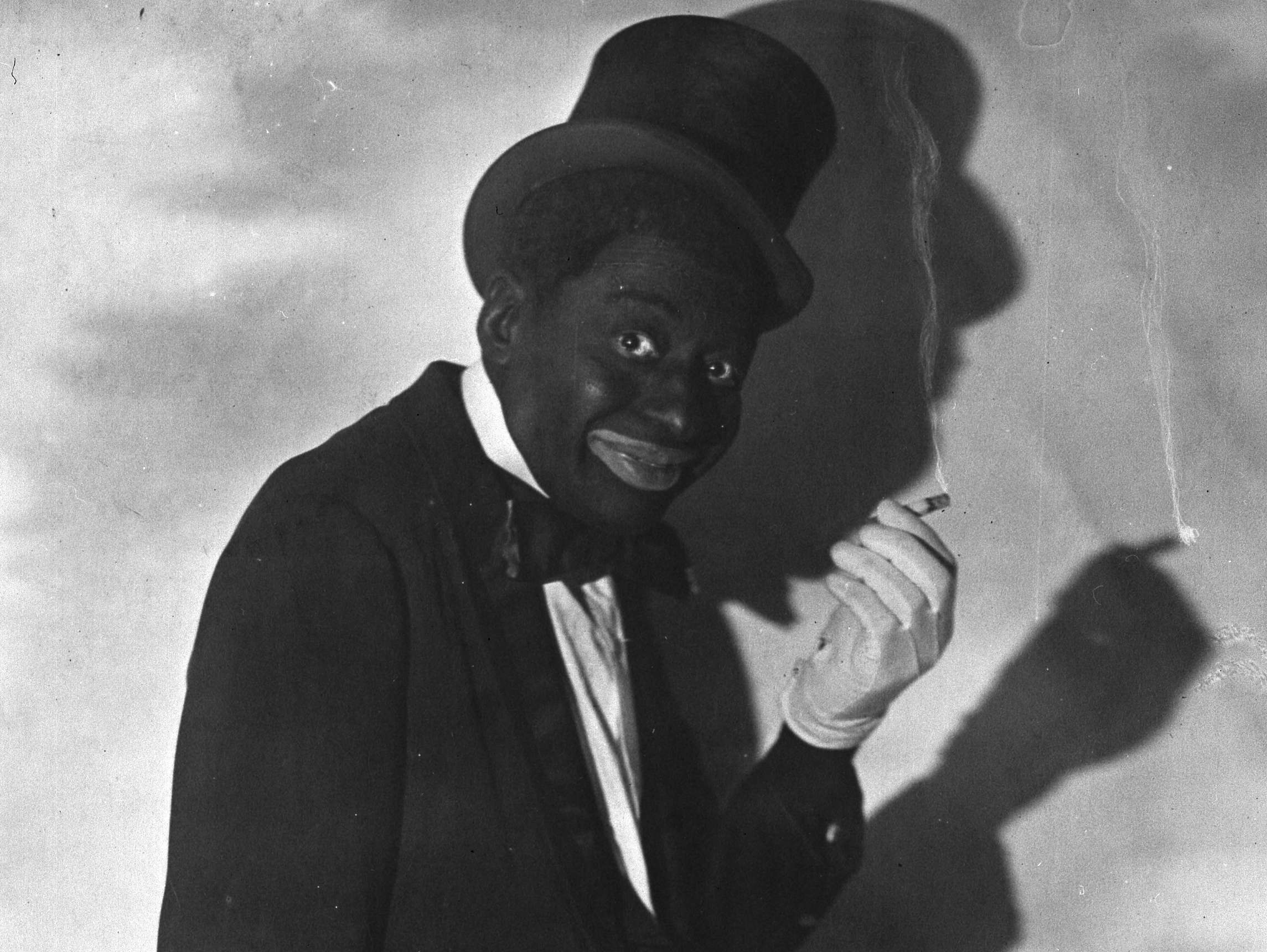
1910年、バート・ウィリアムズは唯一の黒人メンバーとしてジーグフリード・フォリーズに加入した。ブラックフェイスを施したウィリアムズの写真である。当時アフリカ系アメリカ人エンターテイナーで最高額の収入を得ていた。

1840年まで、黒人パフォーマーもブラックフェイスの舞台化粧で出演していた。フレデリック・ダグラスはブラックフェイスを嫌悪し、ブラックフェイスのミンストレルに対し反対意見を述べた最初の1人とされ、人種差別と非難した。ダグラスは「どのような形であれ有色人種を白人の観客の前に登場させれば金になる」と語った。
1860年代、黒人がミンストレル・ショーに出演するようになると、「正真正銘」、「本物」と宣伝されることがあった。これらの「カラード・ミンストレル」は、解放されてまもない元奴隷の人々から常々批判を受けていた。ただしこの宣伝には悪意もあり、白人の観客は熟練のパフォーマーではなく動物園のような見世物小屋のつもりで見に来ていた。低予算、小規模劇場が多いにもかかわらず、客受けは白人ミンストレル劇団と対等であった。1886年3月、全米でもっとも人気があったとされるブッカー&クレイトン・ジョージア・ミンストレルズは批評家からの称賛も得た。
これらのカラード・ミンストレルは、北部の黒人の社会的主張とは違い、プランテーションなどをネタにし、「ジョージア・ミンストレルズ」と呼ばれていた。打楽器を用いて本物のブラック・ミュージックを演奏し、ポリリズムを取り入れた伝統的なダンスをし、それ以外の楽器を使用せず手足を使って体を叩いたり足を踏み鳴らしてリズムを取り、黒人のパフォーマーの方が優勢であった。黒人のミンストレルでもっとも成功したものの1つは、サム・ヘイグのスレイヴ・トループ・オブ・ジョージア・ミンストレルズ(奴隷劇団、の意)で、チャールズ・ヒックスが管理していたが、最終的にチャールズ・カレンダーに引き継いだ。ジョージア・ミンストレルズは全米および海外にツアー公演し、のちにハヴァリー・カラード・ミンストレルズとなった。
1870年代中期、白人のブラックフェイス・ミンストレルはより豪華になり、黒人によるミンストレルと逆に黒人文化から遠ざかっていった。フィスク・ジュビリー・シンガーズなどのジュビリー・シンガーズの流行により、霊歌などの黒人音楽を白人の宗教音楽とすることに北部の白人が興味を示した。複数のジュビリー・シンガーズは疑似ミンストレルとして売り込んでミンストレルの曲も演奏し、逆にブラックフェイスのミンストレルは聖歌を演奏し始め、その後南部の黒人宗教音楽に手を広げた。フィスク・ジュビリー・シンガーズによりブラックフェイスと一線を画すため、また宗教音楽であることを強調するために使用され始めた「ジュビリー」という単語は数年のうちに黒人文化において「ブランテーション」以上の意味を持つようになった。ジュビリー・シンガーズは白人市場に向け南部の黒人宗教音楽を洗練させ、一方ブラックフェイスはより異国風の見かけに誇張した。
アフリカ系アメリカ人のブラックフェイス・プロダクションも自己風刺による道化やコメディを含んでいた。アフリカ系アメリカ人が舞台に立ち始めた頃、黒人は肌の色の濃淡にかかわらずブラックフェイスを施していた。1860年代、一時的に有色人種の劇団はこの慣習を破り、コメディ志向の「コルクで栓をするように」抑圧されていたが、他のパフォーマーたちはその色調の多様性でコメンテイターたちを驚かせた。この頃もまだブラックフェイスのステレオタイプで演じられていた。
黒人パフォーマーたちはアフリカ系アメリカ人コミュニティでスターとなっていたが、アフリカ系アメリカ人の上流階級からは無視あるいは非難されていた。1882年、中流階級のジェイムズ・モンロー・トロッターは「最低なカリカチュア」として軽蔑しつつ、黒人のミンストレルを非難する人も彼らのパフォーミングを見ればその「高い音楽文化」と感嘆し態度を軟化すると語った。白人の観客と違い、黒人の観客はカリカチュアとして捉えており、約50年後にマムズ・マブリーが登場するまで自分たちの文化を見るのを楽しんでいた。
差別的ステレオタイプが増強されてきたにもかかわらず、ブラックフェイス・ミンストレルは実務的で、黒人の多くが就いていた単純労働に比べて生活に困らないほどの利益を得ることができた。人種差別の時代、アフリカ系アメリカ人ミュージシャン、俳優、ダンサーによって黒塗りでの舞台出演は自分の才能を披露するほぼ唯一の機会であった。ミンストレル・ショーは南部以外で上演され、人種差別を微妙にからかい、白人社会と奴隷制度廃止論推進のダブルスタンダードとなっている。白人、黒人にかかわらずブラックフェイスのパフォーマンスにおいてブラックミュージック、ユーモア、ダンスの豊かさがアメリカや外国の白人の観客に最初に受けていった。ブラックフェイス・ミンストレルがアメリカのショー・ビジネスにおけるアフリカ系アメリカ人にとっての登竜門となった。黒人パフォーマーはブラックフェイスのパフォーマンスを白人に対する皮肉として利用していた。性的駄洒落が披露されることもあり、白人の道徳主義者から嫌悪された。ヴォードヴィルの侮辱的な演目には微妙なメッセージが込められていることもある。
ヴォードヴィルの人気上昇に伴い、バハマ生まれの俳優およびコメディアンのバート・ウィリアムズはフローレンツ・ジーグフェルド・ジュニアの唯一のアフリカ系アメリカ人スターとなり、ジーグフェルド最高額の給料を獲得した。
1909年、劇場所有者出演契約協会(TOBA)は、全員黒人によるヴォードヴィル巡業公演を組織し、ブラックフェイスは人気公演となった。パフォーマーらは給料が低く、「タフ・オン・ブラック・アクター」(TOBA、厳しい状況の黒人俳優)略して「トビー」と呼ばれていた。TOBAはティム・ムーアやジョニー・ハギンスなどを主役にし、パフォーマーは少なかったがとても良い生活を送れるようにし、TOBAは他所と比べてより魅力的な仕事を堅調に与えていた。白人、黒人にかかわらず、ブラックフェイスは何百人ものアーティストやエンタテイナーの多くがのちに他の公演の仕事を見つけるための突破口となった。例えばヘイヴァリー・ヨーロピアン・ミンス トレルの最も有名なスターの1人はのちに「グランド・オールド・マン・オブ・ザ・ニグロ・ステージ」として知られるようになるサム・ルーカスであった
。1914年、ルーカスはハリエット・ビーチャー・ストウ原作の映画『アンクル・トムの小屋』で主演した
。1930年代初頭から1940年代終盤、ニューヨークのハーレムにある著名なアポロ・シアターは全米黒人地位向上協会(NAACP)からの抗議にかかわらず、ほぼ全ての黒人パフォーマーがブラックフェイスを施し、唇を大きく白で塗りスケッチ・コメディを行なっていた。このコメディの中で、彼らはそのメイクがなければ裸のように感じると語った:4, 1983 ed.。
ミンストレル・ショーは当初の白人によるものから黒人パフォーマーによるものに移行していった。黒人たちはその様式を用いて自分のものにしていった。黒人劇場からプロのパフォーマンスができていった。黒人によるミンストレルには白人たちにはないバイタリティやユーモアを持ち合わせていたという意見もある。
黒人ミンストレルのパフォーマーは自身をからかうだけでなく、根底では白人をからかっていた。ケークウォークは白人パフォーマーの間では黒人のダンスを風刺したものであるが、黒人ミンストレルでは白人の生活習慣を風刺したものである。

## 「ダーキー」としての描かれ方
「ダーキー」(darky)は黒人を表す蔑称であり、日本語では「黒んぼ」などと訳される。
エンターテイメント界、児童文学、貯金箱やおもちゃ、様々なゲーム、カートゥーン、コミック・ストリップ、広告媒体、装飾品や衣類、絵葉書、楽譜、飲食物のブランドやパッケージなど様々な媒体で、ダーキーとして動眼、墨塗りの肌、大きな白、ピンク、または赤い唇、輝く白い歯が描かれるようになった。
1895年、イギリスで児童書画家フローレンス・ケイト・アプトンが描いたゴリウォーグが登場した。子供時代に過ごしたアメリカから持ってきたミンストレル人形であるぬいぐるみをモデルとしていた。「ゴリー」という愛称を持つ彼は漆黒の顔、野性的な縮れ毛、赤い唇など典型的ミンストレルの様相をしていた。その後人形、おもちゃのティーセット、香水など様々な商品が製造され、イギリスからアメリカに逆輸入された。「ゴリウォーグ」という言葉は色黒外国人を表す蔑称「ウォグ」(wog)からきているとされる。

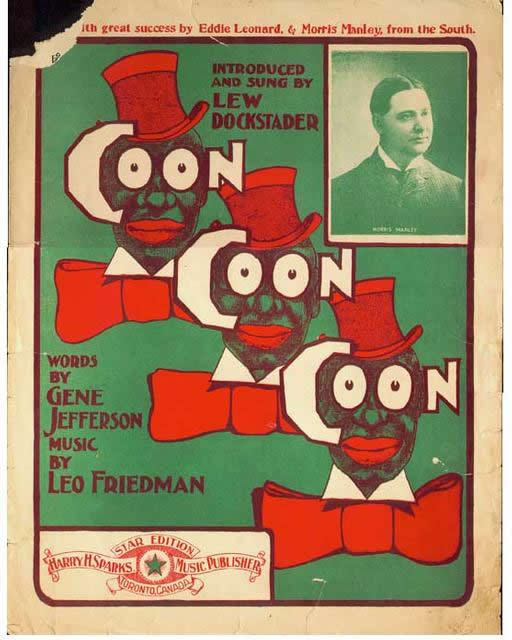
1870年代から1940年代まで楽譜の表紙に「ダーキー」が描かれていたが、1950年代には消滅した。

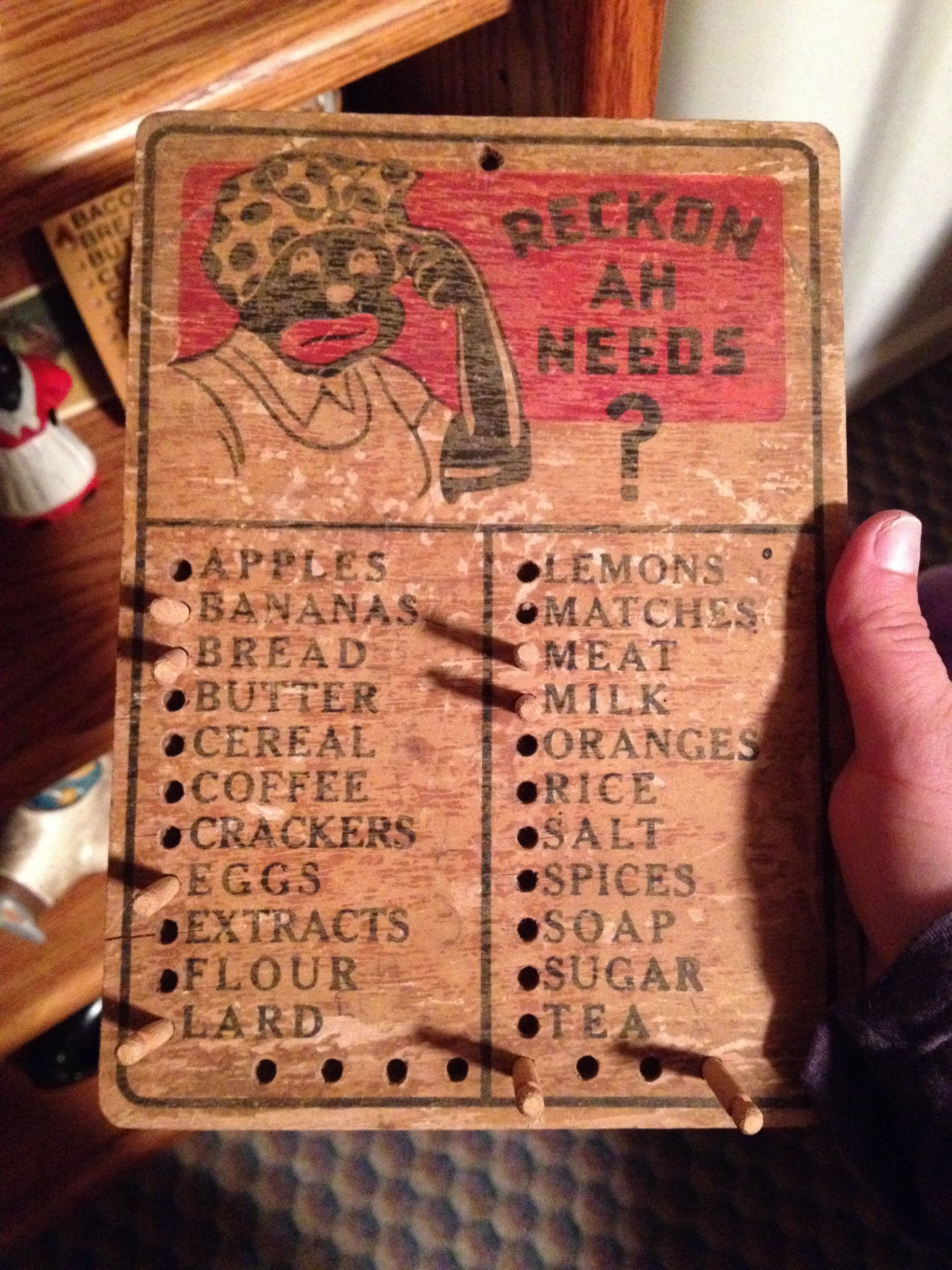
ブラックフェイスが描かれた買い物リスト

1930年代から1940年代、アメリカのカートゥーンではブラックフェイスのネタや他の人種や民族の風刺がしばしば描かれた。ブラックフェイスはミッキーマウスなどのキャラクターの発展への影響の1つとなった。1933年ユナイテッド・アーティスツは、『ミッキーの脱線芝居』(原題は初期のミンストレル・ショーへの回顧を意味するメロドラマの改変)は『アンクル・トムの小屋』をディズニーのキャラクターで演出された短編映画である。劇場ポスターでは、元々黒い肌のミッキーだが大きなオレンジ色の唇をし、縮れた白い頬ひげがあり、現在ではトレードマークとなっている白い手袋をしている。

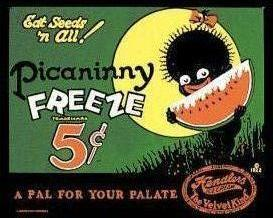
1922年、氷菓ピカニニー・フリーズの銅板広告のレプリカ

1950年までにアメリカでは全米黒人地位向上協会(NAACP)がアフリカ系アメリカ人の描かれ方などに注意を促すようになり、ブラックフェイスによるパフォーマンスや描写を中止に追い込むキャンペーンを大きく行なった。数十年の間、ダーキーはアイスのピカニニー・フリーズ、レストラン・チェーンのクーン・チキン・イン、ニガー・ヘア・タバコ、ダーキー歯磨き粉(ダーリーと改名)などで見受けられた。
アフリカ系アメリカ人公民権運動の成功により、アメリカ国内ではこのような明白な差別的描写は終焉を迎え、ブラックフェイスはアメリカ人にとってのタブーとなった。
1960年代初頭、日本ではダッコちゃん人形が大人気となった。ダッコちゃんは大きな赤い唇と草でできたスカートを履いた黒人の子供を模した人形であった。男の子と女の子の人形があり、女の子はリボンをつけていた。人形の黒い肌はジャズの人気の上昇から選定されたものとされる。小説家河野典生は「私たちのような若い世代は政治や社会から疎外されている。ニグロのように私たちは抑圧、無理解に長い間さらされ、私たちは彼らと同様に感じている」と語った。

## 現代の表現
長い間、ブラックフェイスおよびダーキーの描写はアール・デコやジャズ・エイジと関連して芸術的、様式的デバイスとなっていた。1950年代および1960年代までに、特にヨーロッパでは非常に寛大で、ブラックフェイスは芸術家たちの間で風変わりでキャンプな表現法の一種となっていた。イギリスではブラックフェイスの登場する『The Black and White Minstrel Show』が音楽バラエティ番組として人気があり、1978年まで続いた。曲の多くはミュージックホール、カントリー・アンド・ウエスタン、伝統的フォークソングから選曲されていた。また、ブラックフェイスはグレイス・ジョーンズの『Slave to the Rhythm』(1980年),、カルチャー・クラブの『Do You Really Want to Hurt Me』(1982年)、タコの『Puttin' On the Ritz』(1983年)などのミュージック・ビデオに登場した。
交易の発展や海外旅行の一般化によりさらなる文化の融合が起こり、ブラックフェイスに関する異なる問題が引き起こされた。近現代においても日本ではダーキーの描写は人気であるが、1990年代、サンリオがピンクの厚い唇、耳に輪をしたダーキーのビビンバの人形を発表した際議論を引き起こし製造中止となった。
スペインのラカサ社の菓子コンギートスのキャラクターはずんぐりした小さな茶色のキャラクターであったが、厚い赤い唇をしていた。イギリスのゴリウォーグのキャラクターであるゴーリーは、100年近くジェイムズ・ロバートソン&サンズのジャムのキャラクターであったが、2001年、使用中止となった。しかし商品、展示、そして子供に人気のキャラクターとしての存続を禁止すべきなのかという議論はまだ続いている。フランスではココアのバナニアでまだ大きな赤い唇をした黒人少年がキャラクターとして使用されている。
現代においても世界中でブラックフェイスは商品や広告などで使用されている。

### デジタル・メディア
デジタル・メディアでは実際に顔を黒く塗ることがなくとも黒人のようなキャラクターが登場することがある。1999年、アダム・クレイトン・パウエル3世はビデオ・ゲームの黒人登場人物のステレオタイプでの描かれ方に言及する「ハイテク・ブラックフェイス」という言葉を作った。デイヴィッド・レナードは「バーチャル・リアリティのスポーツ・ゲームにおいて体力、運動能力、パワーなどにおけるステレオタイプの黒人になりたいと思うものだ」と語った。レナードの論拠はスポーツ・ゲームのプレイヤーは黒人アバターをコントロールすることによりアイデンティティ・ツーリズムをすることができることであるとした。フィリップスとリードはこのタイプのブラックフェイスは「白人が黒人役を単に演じるだけでなく、差別的観客を喜ばせるよう誇張した演技している。その黒さによって白人至上主義を明白に強要している」と語った。
ソーシャル・メディアはブラックフェイスを容易に拡散することができる。2016年、Snapchatにおいて撮影者自身の顔にボブ・マーリーのフィルターを重ねるとダークな肌色、ドレッドロックス、ニット帽が表示されるようになった。全米の大学生が自身のブラックフェイスの画像を共有したことと共に大規模な騒動に発展した。

### アメリカ

#### 20世紀
1936年、オーソン・ウェルズの『Voodoo Macbeth』巡業公演の主役モーリス・エリスが病気により降板した時、ウェルズが急遽代役を務め、ブラックフェイスで演じた。
人種の境界および肌の色による差別があるアメリカ文化は2人の白人男性によるブラックフェイスの人気デュオであるアモス&アンディによって実証された。1929年の公演中、ブラックフェイスをやめたが黒人訛りのままであった。20世紀初頭から南北戦争前までに人種の境界のあるパフォーマンスは確立された。
20世紀初頭、ニューオーリンズで毎年行われるマルディグラのパレードにおいてアフリカ系アメリカ人労働者たちが「トランプス」というグループを結成してホーボーの恰好で行進した。目立たせるため、「ズールー」と改名し、地元のブラック・ジャズ・クラブやキャバレーで演じられるブラックフェイス・ヴォードヴィルの衣裳を真似た。その結果レックス・パレードとしてマルディグラで最も知られ最も目立ったクルーの1つとなった。草のスカート、シルクハット、誇張したブラックフェイスを施し、ニューオリンズのズールーは人気と共に議論を巻き起こしている。
ブラックフェイスの化粧はペンシルベニア州フィラデルフィアで毎年行われるママーズ・パレードの伝統の1つともなっていた。人権団体や黒人コミュニティからの抗議が増大していき、1964年、ブラックフェイスは公式に禁止となった。ブラックフェイスの禁止にもかかわらず、2016年のパレードでもメキシコ人を表すためにブラウンフェイスが施され、人権団体から抗議された。1964年、コネチカット州ノーフォークでマーチ・オブ・ダイムズの資金集めイベントで伝統的に学生たちによるミンストレル・ショーが行なわれていたが、廃止に追い込まれた。
1980年、リチャード・エルフマン監督、バンドのオインゴ・ボインゴ主演によるアンダーグラウンド映画『フォービデン・ゾーン』が公開され、ブラックフェイスが使用されていることで議論が起こった。
1988年、元イリノイ州下院議員、共和党院内総務ボブ・マイケルは『USAトゥデイ』テレビ版において、若い頃ミンストレル・ショーに出演したことを後悔していると語り話題になった。
1993年、白人俳優テッド・ダンソンがニューヨークにあるフライアーズ・クラブにブラックフェイスで登場し、当時恋人であったアフリカ系アメリカ人コメディ女優ウーピー・ゴールドバーグが書いたネタを披露して大問題となった。白人で同性愛者のパフォーマーのチャック・ニップは自身が出演するキャバレーで白人のみの観客の前で異性装、ブラックフェイスの「シャーリー・Q・リカー」というキャラクターを演じ、人種的風刺を披露していた。ニップの悪質なステレオタイプのキャラクターは批判され、黒人、同性愛者やトランスジェンダーの活動家からデモ活動をされた。
2000年、ブラックフェイスおよびミンストレルはスパイク・リーの映画『Bamboozled』のテーマとなった。黒人のテレビ局重役は不満をため込み解雇されるためにわざとブラックフェイスを施すが、思惑とは逆の方向に向かい恐れる。

#### 21世紀
ニューヨークを拠点とするメトロポリタン・オペラは『オセロ』を演じる際ブラックフェイスを施していた。ダークな色の舞台化粧はブラックフェイスというほどではないという主張もあったが2015年で廃止した。
白人大学生らがブラックフェイスを施し議論となっている。毎年ハロウィンの頃にエスカレートし、ステレオタイプを描写する。
ポケットモンスターのキャラクターであるルージュラの当初のデザインはブラックフェイスのカリカチュアと似ているとして議論を巻き起こした。以降肌の色は紫色に変更された。
2005年11月、黒人ジャーナリストのスティーヴ・ギリアードが自身のブログに写真を掲載したことから議論が噴出した。当時アメリカ合衆国上院議員候補者であったアフリカ系アメリカ人の政治家マイケル・スティールの画像であった。縮れた白い眉毛、大きな赤い唇に加工されていた。黒人訛りで「私はただのサンボ(黒人の蔑称)だけど大きなハウスに立候補する」との注釈がついていた(英語で「ハウス」は「議会」の意味もあり、「ビッグ・ハウス」は刑務所や黒人奴隷がいたプランテーションのような大邸宅のことも表す)。ギリアードは政治的保守派と自己弁護し、スティールは「彼らの味方になるのを拒否する」と語った。
2008年、ベネズエラと日本の流れを汲む白人コメディアンのフレッド・アーミセンは人気テレビ番組『サタデー・ナイト・ライブ』でバラク・オバマの真似をし議論を巻き起こした。『ガーディアン』紙の記者は番組になぜ黒人俳優を雇わなかったのか公開質問し、番組は当時黒人メンバーは1人しかいなかったためと答えた。
2010年11月、テレビ番組『It's Always Sunny In Philadelphia』のエピソード『Dee Reynolds: Shaping America's Youth』でコミカルにまるでブラックフェイスが正しいことであるかのように表現された。登場人物の1人が1965年の『オセロ』のローレンス・オリヴィエのブラックフェイスでの演技は差別的ではなかったと語った。このエピソードの中で、映画『リーサル・ウェポン』のファンであるとして登場人物がブラックフェイスで出演した。第9シーズンのエピソード『The Gang Makes Lethal Weapon 6』で登場人物が再度ブラックフェイスで登場した。
2012年、ポップチップスのコマーシャルで白人俳優アシュトン・カッチャーがブラウンフェイスでインド人のステレオタイプを演じ、議論を巻き起こし、人種差別であるという批判を受けてこのコマーシャルは中止となった。
2013年10月、女優ジュリアン・ハフはハロウィンで『オレンジ・イズ・ニュー・ブラック』のクレイジー・アイズ(ウゾ・アドゥーバ)に仮装しブラックフェイスを施して批判の対象となった。その後ハフは謝罪し、Twitterで「私の衣裳が人々を傷つけ攻撃してしまったことを認め、心から謝罪します」と記した。
作家ヴィクトリア・フォイトは自身の小説『Save the Pearls: Revealing Eden』の広告でブラックフェイスが使用されたことに抗議した。
アメリカ内外で食器、石鹸、おもちゃから室内装飾品、Tシャツなどの商品に至るまでダーキーのキャラクターが描かれ続けている。その一部は歴史的な文化的工芸品とされているが、それ以外はいわゆる「ファンタジー」(空想の産物)と呼ばれ近年新たにデザインおよび製造され市場に出回っている。アメリカでこのような商品はオリジナルのダーキーのキャラクターと共にニッチ市場で繁盛している。1970年代から「ニグロビリア」のヴィンテージとしての価値はどんどん上がってきている。
テレビドラマ『マッドメン』の登場人物ロジャー・スターリングは第3シーズンのエピソード『My Old Kentucky Home』(スティーブン・フォスターの『ケンタッキーの我が家』と同名)でブラックフェイスで登場した。
2008年の映画『トロピック・サンダー/史上最低の作戦』の中で俳優ロバート・ダウニー・Jrがブラックフェイスで風刺的なオーストラリア俳優役を演じた。

### 日本
日本では、アメリカから来航したマシュー・ペリーが配下の白人を使ってミンストレル・ショーを行ったのが古い例である。
日本のヒップホップでは、ブラックフェイスは「黒塗り」などと呼ばれ、ヒップホッパーのサブカルチャーは「ブラパン」スタイルとされている。文化的に差別的流れになっているにもかかわらず、日本ではブラックフェイスはヒップホップの流行の証となった。日本のヒップホップ・ファンの一部はこれをきまり悪く感じている。しかしブラックフェイスをしてきた者はそのスタイルを変えるべきではないと感じている。差別的様相ではあるが、日本の多くの若者たちはヒップホップの文化はこういうものだと思っている。日本ではブラックフェイスは表面的な文化に対する反逆者として見られる向きもある。
ブラックフェイスはヒップホップ以外でも問題が残されている。日本のリズム・アンド・ブルース・グループのラッツ&スターはブラックフェイスで登場することで知られている。2015年3月、フジテレビジョンは音楽番組でラッツ&スターとももいろクローバーZがブラックフェイスで登場することを計画した。収録後、ラッツ&スターのメンバーの1人が画像をオンラインに掲載し、ブラックフェイスでの出演場面の放送に反対するキャンペーンが起こった。3月7日に番組が放送されたが、「状況を考慮した結果」編集でこのシーンはカットされた。しかしこの抗議内容には触れられなかった。ラッツ＆スターは自分たちの黒塗りは黒人へのリスペクトから来ているとした上で、過去に黒人バンドのフィッシュボーンと共演した際、相手が不快感を露わにしていたのを見たと述べた。これは不適切さを認識していたこと、その上でその後も黒塗りを止めなかったことを意味する。
ファッションの領域では、90年代中盤より主に10代から20代の女性の間で流行した「ガングロ」メイクが問題提起されている。黒塗りメイクは日本における差別に対する認識の低さによって問題にならずに済んだものであるとの批判もある。
2017年12月31日から翌年1月1日にかけて日本テレビ系列で放送されたバラエティ番組『ダウンタウンのガキの使いやあらへんで!』の企画「絶対に笑ってはいけないアメリカンポリス24時!」において、出演者の浜田雅功が黒人俳優のエディ・マーフィに扮するため顔に黒塗りを施して登場した。これについて、放送直後から外国人視聴者を中心に批判意見が相次いだほか、BBCやニューヨーク・タイムズなどの海外大手メディアもこの問題を取り上げ、人種差別的である、文化的配慮が足りないとの意見と番組内容を擁護する意見の双方を紹介した。この騒動について取材した番組『けやきヒルズ』に対し日本テレビは「差別する意図は一切ありません」とし、「様々なご意見があることは承知しており、今後の番組作りの参考にさせていただきます」と回答している。なお、同年1月5日に放送された同番組内においても浜田が黒塗りをしたシーンが再び用いられた。

## 関連事項
- ホワイトウォッシング (配役)
- イエローフェイス
- ちびくろサンボ
- Border Morris
- Censored Eleven
- Coon song
- List of blackface minstrel songs
- List of blackface minstrel troupes
- List of entertainers known to have performed in blackface
- Racebending
- Whiteface (performance)
- Cultural appropriation
- ジョリー・ダーキー・ターゲット・ゲーム
- 黒人とスイカのステレオタイプ